# Khaan mckennai
Il khaan (Khaan mckennai) è un dinosauro onnivoro appartenente agli oviraptorosauri. Visse nel Cretaceo superiore (Campaniano/Maastrichtiano, circa 72 milioni di anni fa) e i suoi resti fossili sono stati ritrovati in Mongolia.

## Descrizione
Questo animale era di piccole dimensioni, e non superava la lunghezza di un metro e venti. È noto per uno scheletro completo e per alcuni resti incompleti, rinvenuti nella formazione Djadokhta a Ukhaa Tolgod, in Mongolia. Le caratteristiche dello scheletro mostrano chiaramente che questo animale apparteneva agli oviraptorosauri, un gruppo di dinosauri teropodi dalle bizzarre caratteristiche, forse vicini all'origine degli uccelli. Il cranio di Khaan era sprovvisto delle creste tipiche di molti animali simili, e doveva essere paragonabile a quello di Conchoraptor e di "Ingenia", con un grande becco ricurvo all'ingiù. Anche le zampe anteriori differenziano questo animale dagli altri oviraptorosauri, mentre le costole avevano processi uncinati liberi, come gli uccelli.

## Classificazione

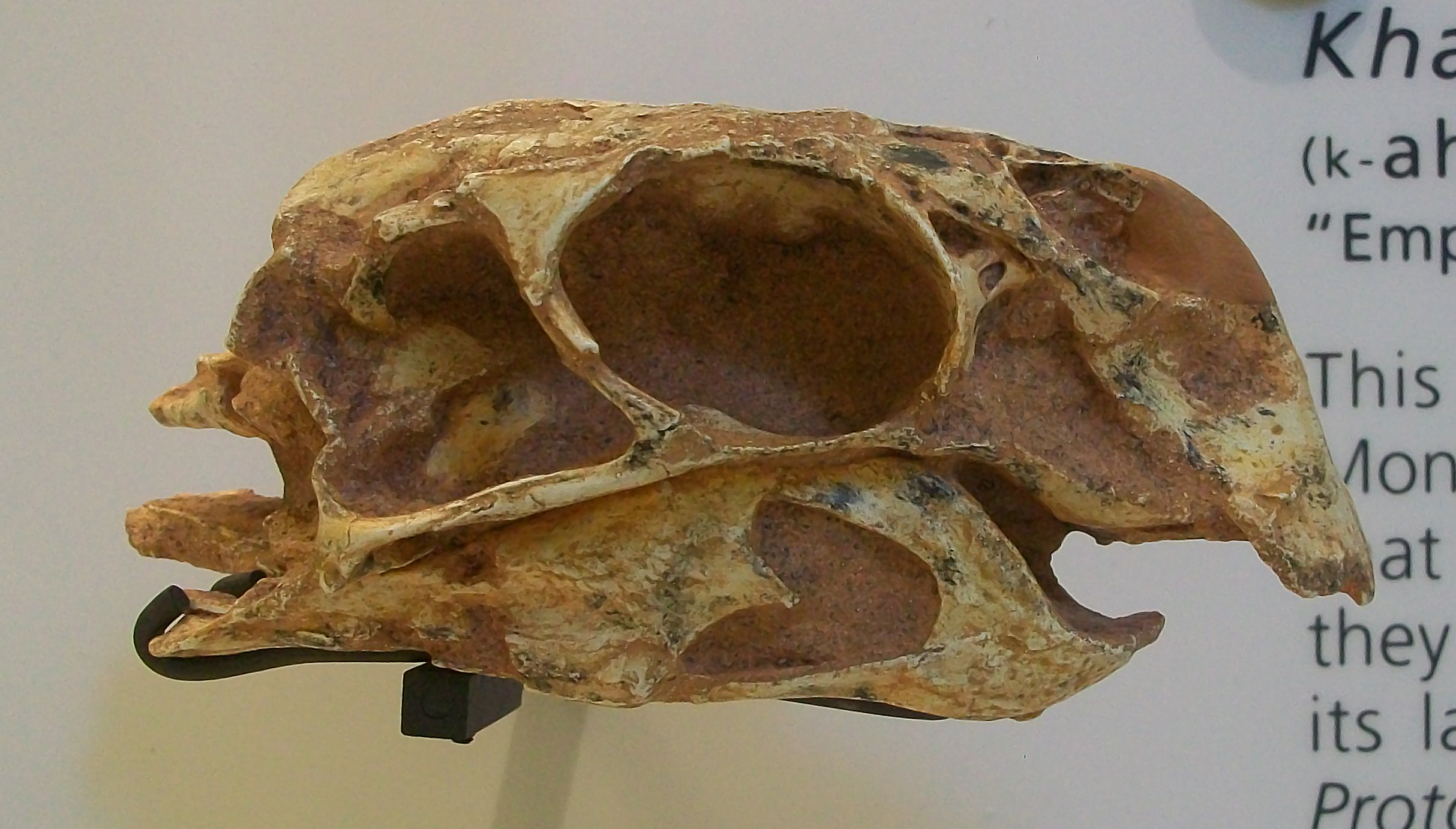
Cranio di Khaan mckennai

Questo dinosauro è stato descritto per la prima volta nel 2001, ed è stato considerato un rappresentante degli oviraptoridi. In ogni caso, la mancanza di una cresta come quella di Oviraptor o di Citipati fa pensare che fosse più strettamente imparentato con gli ingeniini ("Ingenia", Conchoraptor). Il nome deriva dalla parola mongola “khaan” (dominatore), mentre l'epiteto specifico (mckennai) onora Malcolm McKenna, un paleontologo americano che ha studiato a lungo il Cretaceo superiore mongolo.